# Roșioru, Buzău
Roșioru este un sat în comuna Cochirleanca din județul Buzău, Muntenia, România. Satul Roșioru face parte din Comuna Cochirleanca, fiind al treilea ca mărime demografică. Are în jur de 800 locuitori, toți de etnie română și religie ortodoxă.

## Geografie
Localitatea este situată în apropierea confluenței a două pâraie: Cochirleanca și Măslina. Chiar pe locul confluenței a fost construit un iaz, folosit pentru piscicultură și irigații, cu adâncimea maximă de 2 metri. Roșioru este un sat adunat, cu vatra la altitudini ce variază între 70 și 78 metri.

## Istorie
Satul s-a înființat în preajma anului 1884, prin împroprietărirea însurățeilor conform legii din 1879. Numele satului a fost dat în cinstea cavaleriei române participante la recent încheiatul război ruso-turc.

## Transporturi
Prin sat trece drumul județean asfaltat DJ 220, care permite legătura auto cu orașele Buzău (32 km) și Râmnicu Sărat (26 km).

## Economie
În apropiere se exploatează zăcăminte de gaze naturale.
Are o fabrică de brânzeturi.
Ocupația de bază este agricultura.

## Educație și cultură
Are o școală I-IV, cu două clase simultane. În sat funcționează și o grădiniță cu o grupă combinată.
Există o biserică ortodoxă, cu hramul Sf. Cuvioasă Paraschiva. Piatra ei de temelie s-a pus în anul 1926, iar sfințirea s-a realizat în 1937.